# Heinrich Christian Theodor Reussing
Heinrich Christian Theodor Reussing, oder Reußing (* 13. Oktober 1767 in Tiefenort; † 8. Oktober 1846 (vermutlich) in Eisenach) war ein deutscher Mediziner in Eisenach.
Reussing wurde am 13. Oktober 1767 in Tiefenort geboren, wo sein Vater Heinrich Adam Reussing die Advokatur bekleidete. Bereits in jungen Jahren kam er aus dem elterlichen Haus als Pflegekind zu seinem Paten, dem Landmilizhauptmann und Rentbeamten Leo zu Tiefenort. Früh entwickelte Reussing eine Neigung für die Naturwissenschaften und er begann 1787 nach Vorbildung auf dem Gymnasium Eisenach ein Medizinstudium an der Universität Jena. Sein Studium schloss er in Dresden ab, wo er die Klinik besuchte und erwarb am 30. Juli 1791 die Doktorwürde. Nach einem kurzen Aufenthalt in Peine ab dem Winter 1791 zog es Reussing zurück in seinen Geburtsort, wo er im Herbst 1792 das Physikat antrat. Schnell verschaffte er sich einen sehr guten Ruf und wurde auch zu Fällen außerhalb seines Physikats zu Rate gezogen.
Um das Jahr 1800 wurde Reussing Hausarzt bei der landgräflichen von philippsthal'schen Familie, welcher er bis zu seinem Tode als Freund ergeben zugetan war. Infolgedessen verlieh ihm der Landgraf zu Philippsthal das Prädikat Hofrath. Im Jahr 1814 folgte er dem Antrag des Gouvernements und nahm in Eisenach die Stelle des Stadtphysikus an. Sein größtes Verdienst um die Stadt Eisenach bestand in der Errichtung einer Hebammenschule im Jahr 1816, welcher er fortwährend als Direktor vorstand. In den folgenden Jahren wurden seine Tätigkeiten zunehmend mehr in Anspruch genommen. Er fungierte als Hausarzt bei dem Großherzog von Weimar und dem Landgrafen zu Hessen-Philippsthal-Barchfeld. Am 9. März 1819 verlieh der Großherzog von Weimar Reussing den Titel Obermedicinalrath mit Sitz und Stimme bei der Landesdirektion in Eisenach. Im Jahr 1827 übernahm er das Amt des Landphysikus und wurde zum Direktor des neu erbauten Krankenhauses in Eisenach. Zu seinem 50-jährigen Doktorjubiläum wurden Reussing sowohl Auszeichnungen als auch ein Doktordiplom von der Universität Jena zuteil. In der folgenden Zeit verschlechterte sich seine Gesundheit zunehmend und er verstarb nach langem Leiden am 8. Oktober des Jahres 1846.
Reussing heiratete im Jahr 1793 die Romanautorin Marianne Reussing (1757–1831) aus Eisenach.

## Auszeichnungen
- Ritterkreuz des Ernestinischen Hausordens am 30. Juli 1841 zu seiner Feier zum 50-jährigen Doktorjubiläum durch den Herzog von Meiningen
- Hausorden vom Weißen Falken durch den Großherzog von Weimar